# Richard Eberle
Richard Eberle (* 16. August 1918 in Sulzbach-Altenwald; † 2001 in Saarbrücken) war ein deutscher Bildender Künstler und Kunstpädagoge.

## Biografisches
Richard Eberle, 1918 im saarländischen Bergarbeiterdorf Sulzbach-Altenwald geboren und dort aufgewachsen, war das jüngste von acht Kindern einer Arbeiterfamilie. Nach dem Schulabschluss besuchte er 1934 bis 1935 die Zeichenklasse von Oscar Trepte, einem Vertreter der Neuen Sachlichkeit, an der von der Völkerbundregierung gegründeten Staatlichen Kunstgewerbeschule Saarbrücken. Nach der Übernahme des Saarlandes durch Nazi-Deutschland wurde die Schule 1936 aufgelöst. Eberle erhielt durch die Fürsprache des kunstsinnigen, vom Reichskommissariat geduldeten, ehemaligen Kulturreferenten Bruno Orth ein Stipendium zum Studium an der Kunstakademie München, zusammen mit den Saarländern Fritz Berberich, Helmut Collmann und Fritz Zolnhofer.
In München besuchte er die Malklasse von Karl Caspar, der in seiner Malerei Spätimpressionismus und Expressionismus verband. In dieser Zeit unternimmt Eberle erste Reisen nach Wien und in die Schweiz und macht 1937 beim Besuch der Weltausstellung in Paris die Bekanntschaft mit zeitgenössischer französischer Kunst. Nach der Entlassung Karl Caspars als „Entarteter“ verlässt Richard Eberle mit vielen seiner Mitstudenten die Kunstakademie München. Es gelingt ihm, ein Stipendium zu erhalten: Er schreibt sich an den Akademien von Rom und Palermo ein und erkundet fast ein Jahr Italien.
1939 erfolgt die Einberufung zum Kriegsdienst. Französische und italienische Sprachkenntnisse ermöglichen ihm 1940 eine Versetzung zur Gemischten Kontrollkommission Mittelmeer. Kurz vor der Besetzung Vichy-Frankreichs durch die deutschen Truppen beantragt er seine Beurlaubung zum Studienabschluss. Krankheitsbedingt als nicht mehr frontverwendungsfähig eingestuft, wird seinem Antrag stattgegeben. Auf Empfehlung Carl Kaspars setzte Eberle sein Studium in der Malklasse des bedeutenden österreichischen Spätexpressionisten Anton Kolig an der Kunstakademie Stuttgart fort und beendet es als Meisterschüler.
1944 erfolgt erneut eine Einberufung zum Kriegsdienst. 1945 kommt er erst in amerikanische, dann in französische Kriegsgefangenschaft in der Bretagne und in Pas de Calais, aus der er 1946 entlassen wurde.
Neben den langjährigen Freundschaften mit zahlreichen saarländischen Malern ist besonders auch die mit Helmut Collmann und Mia Münster zu nennen, mit denen er jeweils mehrmonatige Mal-Aufenthalte in Korsika und Spanien verlebte. Mentor und bis zu dessen Tode geschätzter Freund war ihm der Maler Richard Becker, den er oftmals im südfranzösischen Sanary und später in Zürich besuchte.
Inspirationsquelle waren für Richard Eberle seine zahlreichen Reisen, besonders in den von ihm geliebten Süden – nach Frankreich, Spanien, Italien, Griechenland, Marokko, aber auch in die Schweiz, die Niederlande, nach Österreich, Belgien, England, Norwegen (im Rahmen eines dreimonatigen Stipendiums der Edward-Munch-Stiftung, 1979) und Südamerika. Seit seiner Pensionierung im Jahre 1979 lebte er abwechselnd in Drap bei Nizza und Saarbrücken.

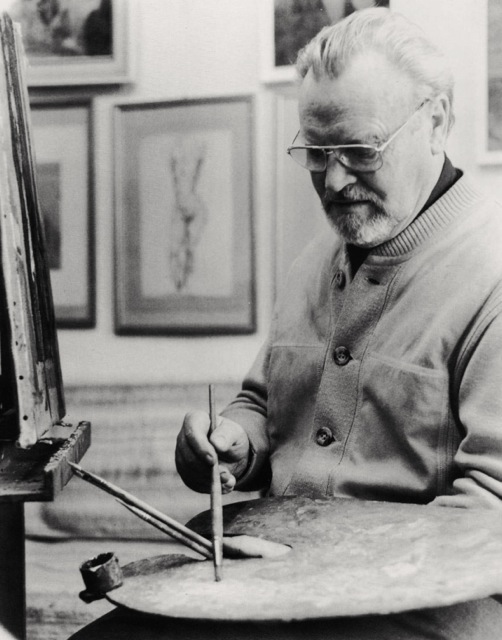
Richard Eberle 1993

Von 1946 bis 1958 arbeitete Eberle freischaffend im nun wieder semi-autonomen Saarland. Als Maler und gesellschaftlich engagierter Mensch war es ihm ein Anliegen, auch die soziale Lage der Künstler zu verbessern. 1946 beteiligt er sich an der Neugründung des Saarländischen Künstlerbundes, dessen Geschäftsführendes Vorstandsmitglied er von 1947 bis 1966 war. Nach der Volksabstimmung 1955 und dem daraus resultierenden Anschluss an die Bundesrepublik Deutschland 1957 trat er 1963 auch in den Berufsverband Bildender Künstler Rheinland-Pfalz/Saar ein und war dort von 1965 bis 1970 Vizepräsident. 1970 war er maßgeblich beteiligt an der Neugründung des eigenständigen BBK Saar und war bis 1979 in dessen Vorstand. 1972 erfolgte der Beitritt des saarländischen Berufsverbandes zur IG Druck und Papier. Von seinem gesellschaftlichen Engagement zeugt auch Eberles Mitgliedschaft im Beirat des Saarlandmuseums und der Modernen Galerie Saarbrücken (1976–1979) und nicht zuletzt seine langjährige Tätigkeit als Schöffe am Amtsgericht Saarbrücken (1965–1978).
Zu erwähnen ist auch sein pädagogisches Engagement. Anfangs aus ökonomischen Zwaengen entstanden, schätzte er im Laufe der Jahre die Chance, jungen Menschen „etwas von der eigenen Liebe und Besessenheit weiterzugeben“, wie er sich ausdrückte. Die Kenntnis von Kunst und Kunstgeschichte war für ihn ein wichtiges Stück Bildung, das zu vermitteln ihm Anliegen war. Der Umgang mit Kindern und Jugendlichen, ihre Phantasie und Spontaneität, war ihm auch Anregung für seine eigene Arbeit.
1954 ist Eberle durch Vermittlung der Malerin Marga Lauer erstmals mehrere Monate im saarländischen Schuldienst am Mädchenrealgymnasium in St. Wendel tätig. Von 1958 bis 1979 arbeitet er als Kunsterzieher am Ludwigsgymnasium und am Otto-Hahn-Gymnasium in Saarbrücken. Von 1970 bis 1981 bietet er Zeichen- und Radierkurse sowie kunsthistorische Exkursionen im Rahmen der Volkshochschule an. Zu erwähnen sind außerdem mehrmonatige Vorträge und Radierkurse in Zusammenarbeit mit dem Volksbildungsinstitut FUNDEC in Venezuela in den Jahren 1981 und 1982.
Richard Eberle war von 1944 bis zu ihrem Tod 1955 mit Trude Jene verheiratet. Aus der Ehe stammte die Tochter Nora (geb. 1947). Von 1956 bis zu ihrem Tod im Jahre 2000 war er mit Brigitte Sartorius verheiratet. Aus dieser Ehe stammte die Tochter Ricarda (geb. 1960).

## Werk
Vor allem in seiner Zeit als freischaffender Künstler bis 1958 gestaltete Eberle Glasmalereien, Fenster, Sgraffiti, Reliefs und Mosaiken, unter anderem für Kirchen, Schulen, Einsegnungshallen, Sportstätten und private Gebäude, vor allem im Saarland, aber auch in Rheinland-Pfalz und der Schweiz.
Das Gesamtwerk Richard Eberles ist umfangreich und vielseitig. Im Mittelpunkt stand die Ölmalerei, aber er beschäftigte sich immer auch mit der Zeichnung, dem Aquarell, der Gouache und etwas später mit den grafischen Techniken, insbesondere der Radierung.
Von großer Vielfalt sind auch seine Bildthemen: Südliche und maritime Landschaften, saarländische Ortsansichten, Interieurs, Genre- und Alltagsszenen, Akt, Porträt und Selbstbildnis, Stillleben. Es gibt Bezüge zu mythologischen, sozialen und gesellschaftlichen Themen. Eberle ist ein gegenständlicher Maler mit einer gewissen Nähe zum magischen Realismus und einem erzählerischen Element in seinen Bildinhalten. Malerei war für ihn nach eigenen Aussagen ein gezielter geistiger Prozess der Gestaltung, der Komposition und der Ordnung mittels Farben und Formen aus einem „inneren visuellen Vorrat“ heraus, die Freude am Reichtum der Palette, am Dialog und Eigenleben der Farben, am Vermitteln von Bildinhalten.

## Ausstellungen
Zahlreiche Einzel- und Gruppenausstellungen, unter anderem in Saarbrücken, St. Ingbert, Saarlouis, St. Wendel, Darmstadt, Karlsruhe, Bonn, Kaiserslautern, Paris, Nizza, Lyon, London, Puerto Ordaz.

## Trivia
Im saarländischen Sulzbach ist eine Straße nach Eberle benannt.